# Lista de personagens coadjuvantes de Law & Order
A seguir estão listados os personagens coadjuvantes do seriado de longa data Law & Order.

### Advogados de defesa
| Nome                              | Interpretado por   | Anos            |
| --------------------------------- | ------------------ | --------------- |
| Shambala Green                    | Lorraine Toussaint | 1990–1994, 2003 |
| Gordon Schell                     | Philip Bosco       | 1990–1994       |
| Bill Patton                       | Bill Moor          | 1991–2000       |
| Douglas Greer                     | Richard Venture    | 1991–2000       |
| Danielle Melnick                  | Tovah Feldshuh     | 1991–2007       |
| Arthur Gold                       | George Grizzard    | 1992–2000       |
| Lanie Stieglitz                   | Elaine Stritch     | 1992, 1998      |
| Sally Bell                        | Edie Falco         | 1993–1998       |
| Helen Brolin                      | Maria Tucci        | 1993–2003       |
| Professor Norman Rothenberg       | Jeffrey DeMunn     | 1993–2008       |
| Deirdre Powell                    | Joanna Merlin      | 1994–1998       |
| Max Hellman                       | Ron Orbach         | 1994, 2002      |
| Lawrence "Larry" Weaver           | Bob Dishy          | 1994–2002       |
| Charles Garnett                   | James Rebhorn      | 1995–2001       |
| James Linde                       | Joe Grifasi        | 1996–2001       |
| Peter Behrens                     | Tom O'Rourke       | 1996–2001       |
| Al Archer                         | Dennis Boutsikaris | 1996–2004       |
| Daniel Metzler                    | John Cunningham    | 1997–2008       |
| Sr. Axtell                        | Jack Gilpin        | 1997–2001       |
| James Granick                     | Ned Eisenberg      | 1997–2008       |
| Barry Kaufer                      | Lee Shepherd       | 1998–2002       |
| Anne Paulsen                      | Glynnis O'Connor   | 1998–2004       |
| Charlotte Swan                    | Helen Carey        | 1999–2005       |
| Stephen Olson                     | Spencer Garrett    | 2000–2004       |
| Leon Chiles                       | Joe Morton         | 2000–2005       |
| Erica Gardner                     | Kate Burton        | 2001–2004       |
| Jessica Sheets                    | Susan Floyd        | 2002–2006       |
| Randolph J. 'Randy' Dworkin, Esq. | Peter Jacobson     | 2003–2006       |
| Vanessa Galiano                   | Roma Maffia        | 2003–2006       |
| Rodney Fallon                     | Giancarlo Esposito | 2004–2005       |
| Sanford Remz                      | Dylan Baker        | 2004–2006       |
| Bernie Adler                      | Ron Silver         | 2004–2007       |

### Juízes

#### Júizes de primeira apresentação formal em juízo criminal
| Nome                     | Interpretado por    | Anos      |
| ------------------------ | ------------------- | --------- |
| Harriet Doremus          | Barbara Spiegel     | 1991–2003 |
| Ian Feist                | Merwin Goldsmith    | 1991–2005 |
| Colin Fraser             | Larry Sherman       | 1994–2004 |
| Douglas/David Venturelli | Vince Pacimeo       | 1998–2000 |
| William Koehler          | Mark Kenneth Smaltz | 1998–2006 |
| Antonia Mellon           | Mary Lou Mellaces   | 1999–2006 |
| Anna Shiro               | Karen Shallo        | 2000–2005 |

#### Juízes de tribunal
| Nome             | Interpretado por       | Anos          |
| ---------------- | ---------------------- | ------------- |
| Margaret Barry   | Doris Belack           | 1990–2001     |
| Walter Schreiber | John Ramsey            | 1991–2001     |
| Walter Bradley   | Peter McRobbie         | 1991–presente |
| Alan Berman      | David Rosenbaum        | 1992–2004     |
| Morris Torledsky | David Lipman           | 1992–2005     |
| Lisa Pongracic   | Charlotte Colavin      | 1992–2006     |
| Lawrence McNeil  | Helmar Augustus Cooper | 1995–2006     |

### Médicos legistas
| Nome  | Interpretado por   | Anos      |
| ----- | ------------------ | --------- |
| Borak | Josh Pais          | 1990–1992 |
| Brody | Richard Hirschfeld | 2002–2006 |

### Polícia científica e técnica
| Nome                          | Interpretado por  | Anos      |
| ----------------------------- | ----------------- | --------- |
| Técnico forense Medill        | Donald Corren     | 1992–1999 |
| Técnico forense Arlene Shrier | Christine Farrell | 1992–1999 |
| Técnico CSU Jessica Reed      | Liz Larsen        | 1998–2006 |
| Técnico CSU Julian Beck       | John Cariani      | 2002–2006 |
| Técnico CSU Lisa Santoro      | Abigail Lopez     | 2004–2005 |

### Policiais
| Nome                | Interpretado por | Anos      |
| ------------------- | ---------------- | --------- |
| Det. Tony Profaci   | John Fiore       | 1990–1998 |
| Det. Morris LeMotte | Larry Clarke     | 1997–2000 |
| Det. Reina Perez    | Nancy Ticotin    | 2001      |
| Det. Ana Cordova    | Andrea Navedo    | 2001–2004 |
| Sgt. Martinez       | Joe Gonzalez     | 2002–2004 |
| Det. Rivera         | Selenis Leyva    | 2004–2006 |
| Det. Joe Cormack    | Joe Forbrich     | 2008–2009 |